# Páno Archimandríta
Páno Archimandríta (grec moderne : Πάνω Αρχιμανδρίτα) est un village de Chypre de plus de 43 habitants.